# Lucius Callidius Camidienus
Lucius Callidius Camidienus (vollständige Namensform Lucius Callidius Luci filius Stellatina Camidienus) war ein im 1. Jahrhundert n. Chr. lebender Angehöriger des römischen Ritterstandes (Eques).
Durch ein Militärdiplom, das auf den 20. Februar 98 datiert ist, ist belegt, dass Camidienus 98 Kommandeur der Cohors I Augusta Ituraeorum war, die zu diesem Zeitpunkt in der Provinz Pannonia stationiert war. Camidienus war in der Tribus Stellatina eingeschrieben.